# 陸軍俱樂部大樓
22°11′29.8″N 113°32′39.5″E / 22.191611°N 113.544306°E
陸軍俱樂部大樓（葡萄牙語：Edifício do Clube Militar），是一座位於澳門半島大堂區南灣大馬路的新古典平房式建築物，屬南歐建築風格，建成於1870年，其設計者是陸軍俱樂部創始人之一賈華玉（葡萄牙語：Henrique Augusto Dias de Carvalho）。
該大樓最初供澳門葡萄牙軍人組織——軍人同業組織（葡萄牙語：Grémio Militar）作聚會、娛樂及教育用途，初期設有圖書館，藏有大量珍寶書籍。1941至1945年間，該大樓用作收容香港難民，1945年用作財政廳辦事處，1951年辦事處遷走後大樓重修。1953年，軍人同業組織更名為陸軍俱樂部（葡萄牙語：Clube Militar），並首次允許平民成為會員和頻繁出入俱樂部。現今為一處以娛樂、文化及體育為主的場所，設有葡萄牙菜餐廳、酒吧、多功能廳、兒童娛樂室、打牌室及閱覽室等，並不定期開設不同類型的展覽。歷史上一些中國和葡萄牙的著名人物也曾造訪大樓，包括中華民國國父孫中山和葡萄牙象徵主義詩人庇山耶。
大樓現時為澳門文化遺產清單中的一座「具建築藝術價值的樓宇」，屬「被評定的不動產」。

## 歷史

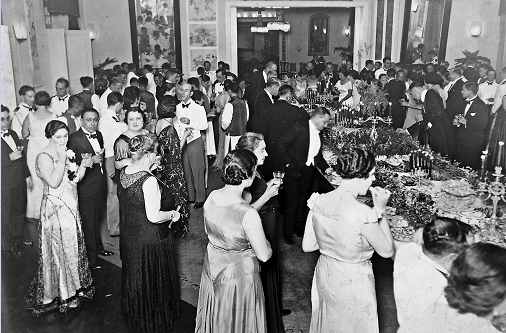
陸軍俱樂部大樓內的肥茶聚會（CHÁ GORDO，又稱澳門土生葡人下午茶），攝於1930年代

1870年4月20日，陸軍俱樂部（葡萄牙語：Clube Militar）的前身——軍人同業組織（葡萄牙語：Grémio Militar）經澳葡政府批准正式成立，該組織成立的目的是為了教育和娛樂，由阿澤維多·高帝紐（葡萄牙語：上尉擔任第一任俱樂部主席，其助手是賈華玉（葡萄牙語：中尉，秘書為拉斐爾·達斯·多雷斯（葡萄牙語：Rafael das Dores），三人都在澳門以及東帝汶和非洲的葡萄牙海外領土服役，當中達斯·多雷斯是最早提議成立俱樂部的人，他也是一名亞洲地區葡萄牙語報紙和雜誌的狂熱收藏家，曾出版東帝汶方言字典。
1870年6月，陸軍俱樂部大樓興建完畢並成為一處駐澳門葡萄牙軍人及其賓客的社交場所，由於其軍人同業組織最初的宗旨是「先教育，後娛樂」，故大樓初期並無顯著的娛樂設施，而是主要希望建立一所藏書豐富、包含了報紙以及歷史、科學和軍事等範疇的書籍的圖書館。俱樂部建立之初便很快收集到大批圖書，其中包括卡米羅．布蘭科（Camilo Castelo Branco）、埃薩．凱洛斯（Eça de Queirós）、拉馬略．奧爾第岡（Ramalho Ortigão）、格拉．榮蓋洛（Guerra Junqueiro）等葡萄牙著名作家的俱稀有價值的第一版作品，還搜集到東方發行的全部葡文報刊及中國、日本出版的百多部書（後來該圖書館經歷偷竊、白蟻和火災的侵害，更因俱樂部要建一個舞廳而徹底被毀，現已不復存在）；除了圖書館設施外，大樓內也設有槍械等法律容許的娛樂項目。此外，該大樓也被稱為在澳門欣賞藝術的首選地，在建立後不久就開始舉行有各種音樂和娛樂節目的晚間聚會，有高質量水準的歌劇和詠嘆調表演。俱樂部舉辦的宴會常用以歡迎來自葡萄牙、中國大陸和香港的重要賓客，其水準及程度據說甚至比當時的澳門總督在其居所舉行的宴會還更好。
1873年5月，俱樂部舉行第一次會議，葡萄牙海軍中尉吉馬良斯（葡萄牙語：José Maria Teixeira Guimarães）在會上談及「砲兵和裝甲」。1900年代大樓建成30年之際，由於出現倒塌危機，故澳門政府出資進行維修，費用為1,670元7角2分葡幣。1912年5月，建立中華民國後不久的孫中山在該俱樂部受到表彰。1915年3月，葡萄牙作家及詩人庇山耶在俱樂部舉行了一次關於中國語言和文化的會議。1941年第二次世界大戰爆發期間，澳葡政府接管大樓以容納來自被日本侵佔的香港的數千名難民；1945年戰爭結束後，大樓用作財政廳的辦事處，直到辦事處在1951年遷出後翌年將大樓物歸原主。大樓在1952年進行大規模的修葺，工程由政府委派的一個委員會負責。
1953年，軍人同業組織更名為陸軍俱樂部，並首次允許平民成為會員和出入俱樂部。澳門歷史學家文德泉神父將俱樂部區分了「兩代人和兩種思維方式」，分別為1870至1950年及1950年至今兩代，他指出第一代人的目的是通過在俱樂部裡建立一個圖書館，在澳門增進知識，以「啟發和娛樂會員」；然而新的一代人卻將第一代的宗旨「先教育，後娛樂」的順序傾倒，體育活動以及一般的慶祝活動變得越來越普遍。
1994年4月，俱樂部大樓的內部和外部進行大規模重建，由建築師蘇東波（葡萄牙語：A. Bruno Soares）及柯萬鑽（葡萄牙語：Irene Ó）負責設計，在4月7日的晚宴上，陸軍俱樂部會員關注俱樂部會址重修計劃委員會主席李必祿（葡萄牙語：Brigadeiro H. Lages Ribeiro）准將在致辭時以澳門和香港兩地作比較，他指出與香港相比，澳門在歷史文物方面擁有相對的優勢，又表示「令一件文物有生氣及得以延續，才是保存這件文物的明智方法」。1995年，翌年俱樂部大樓重新開放。2020年，陸軍俱樂部預計將慶祝成立150週年。

### 會員
陸軍俱樂部的會員資格在歷史上隨著澳門人口結構的變化及俱樂部會員資格規則的逐步放鬆而有所改變。1872年，該組織規定任何「被授予軍事榮譽的紳士」都可以使用該設施；1890年，該俱樂部的會員比率中有三分之一是非軍人，當中有7名英國人；1953年開始允許平民成為會員和容許頻繁地進出俱樂部。現時俱樂部約有700名會員，當中大多數是非葡萄牙人。澳門軍事史研究人員里卡多·博爾赫斯（葡萄牙語：Ricardo Borges）指出，俱樂部通過歡迎平民來適應歷史上的許多變化，自成立以來，該俱樂部便是個才華橫溢之處，是一處給予有才華的軍民聚集、討論時事以及中國和歐洲的地緣政治的地方。

### 地理環境
陸軍俱樂部大樓建立初期瀕臨海灣，背山向海，後因填海工程而造成景觀變遷，現時大樓的周邊海景已被高樓遮擋。

## 設計及風格

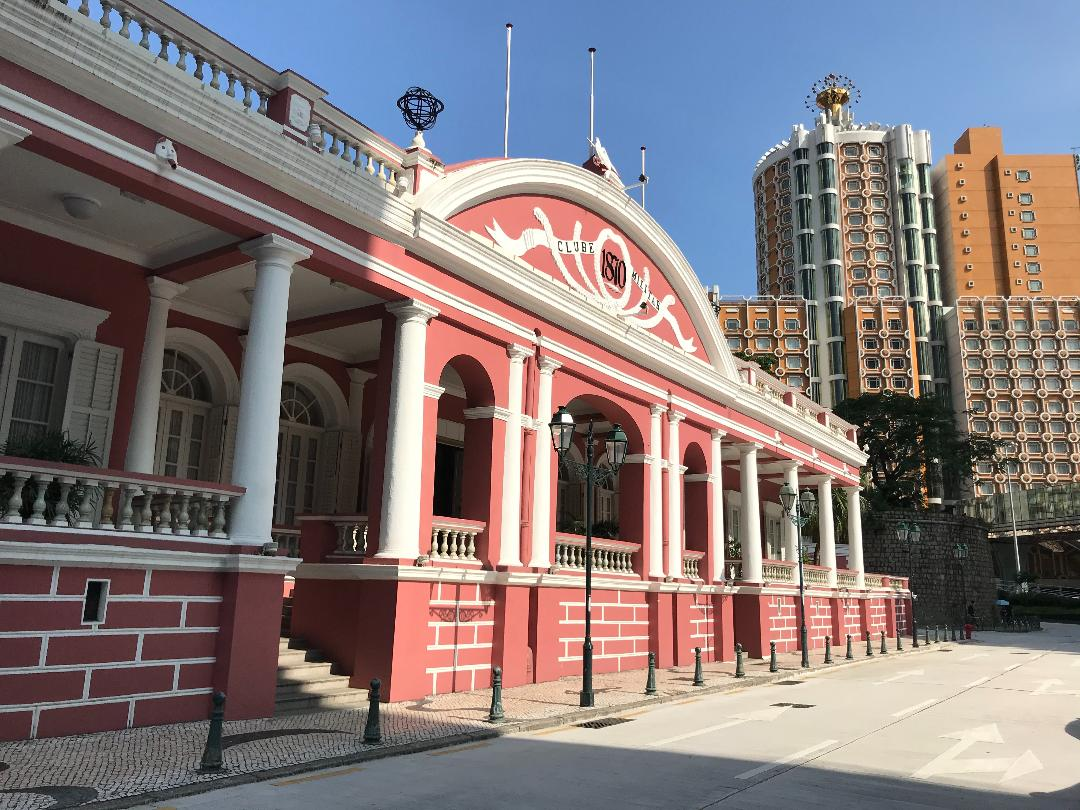
陸軍俱樂部大樓立面，右方可見嘉思欄炮台和澳門葡京酒店

陸軍俱樂部大樓建成初期的範圍及規模被記錄在1872年6月8日的物業登記中：
「一層高的城市樓宇，有十三扇窗子，六扇通往露台的門戶，另外兩扇通到門口，整座物業的面積為2,211平方腕尺（Covado，昔日葡萄牙的量度名稱）。它位於南灣街（現南灣大馬路），即南灣公園與加思欄炮台之間，屬大堂區，有門牌。北與連也營（Batalhão de Linha）的兵營校場相連，南與南灣街為限，東、西則分別與加思欄炮台和公園為鄰。此前沒有其他業主，因是由目前的業主下令興建。依據上述呈交的文件與遞交人的聲明，本人估計這樓宇時值12,000元葡幣，其每年的純收入為700元葡幣。」
大樓從1870年建成至今經歷過多次大規模復修和重整，最後一次重建在1994至1995年，當時採用的是1980年代至今澳門經常採用的僅保留建築立面的重建方法，故大樓沿街的新古典建築立面實際上是整座大樓中唯一保存至今的建築部分（包括原有的吊燈和石階欄杆）。大樓正門處立面左右平整，為古典的三段式設計，塔司干式通透的柱廊，在建築外部形成半開敞的露台，是歐洲建築迎合亞洲氣候的一種造法，也是殖民建築風格的一大特徵。柱廊及寶瓶狀欄杆柱列立橫佈，刻有山花浮雕裝飾，立面頂部以樽型矮圍牆及弧形山牆建造，中間位置刻有初建年份「1870」和陸軍俱樂部的葡文「Clube Militar」，外牆為粉紅色，以白色柱體搭配，屋頂則為西式的瓦面。另外，在重建工程中負責設計的建築師選擇重建一個想像空間，恢復原先建築空間與環境的華麗面貌，並且在室內運用仿古的「浪漫主義」做法，而非採用現代與技術性的設計。重建工程中也加建了地下層，增設了展覽室、遊戲室和雜物儲存等空間。